# Geschichte Nepals
Die Geschichte Nepals umfasst die Entwicklungen auf dem Gebiet der Bundesrepublik Nepal von der Urgeschichte bis zur Gegenwart.

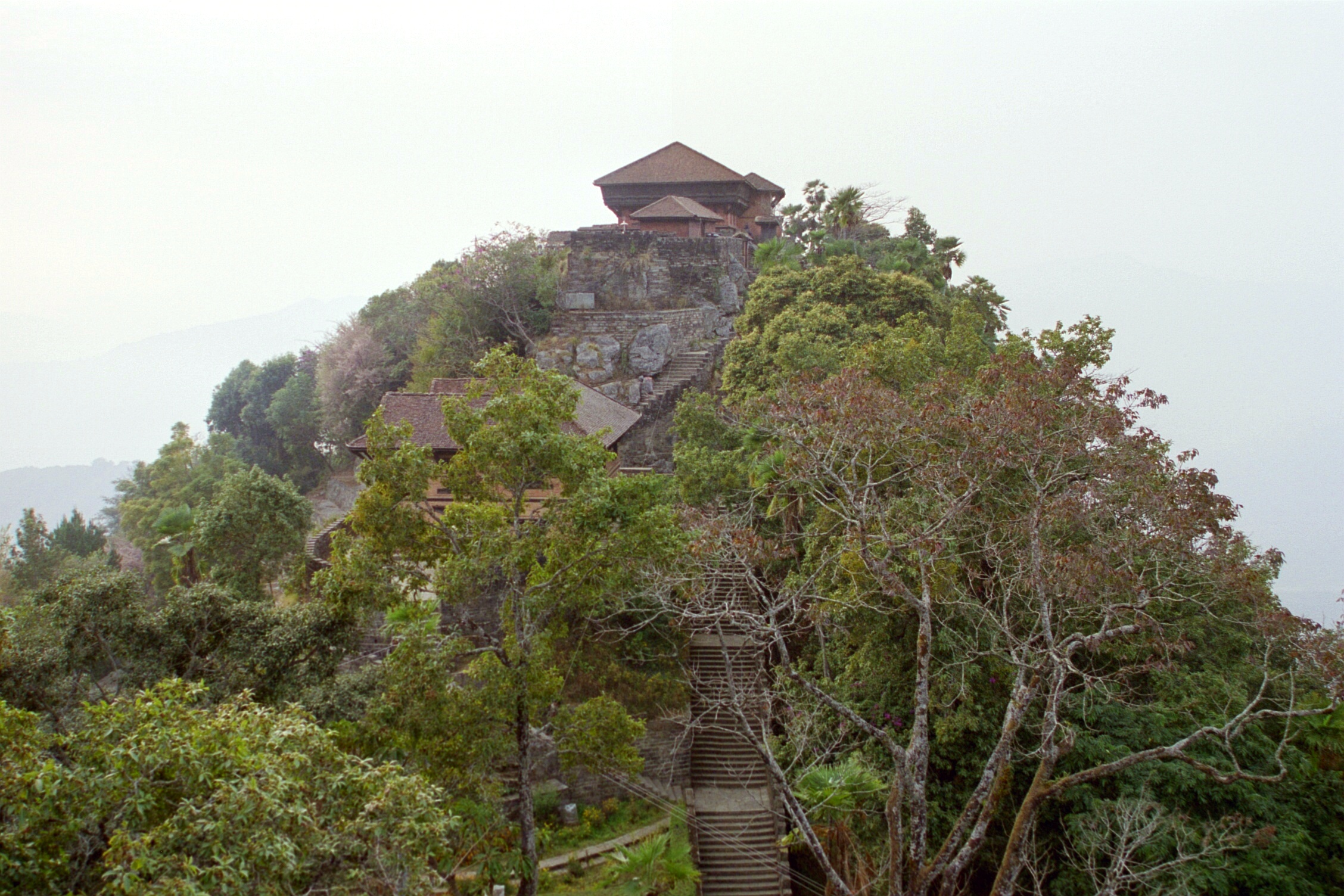
Alter Palast des nepalesischen Königshauses in Gorkha

## Frühe Geschichte
Nepals Geschichte ist geprägt vom Einfluss Indiens und Chinas. Ein Teil der Überlieferungen zur älteren Landesgeschichte Nepals ist sehr oft mit Mythen und Legenden verbunden.
Durch archäologische Funde aus der Steinzeit um ca. 30.000 v. Chr. in der Region um den Tempelkomplex von Budhanilkantha lassen sich die ersten Besiedlungsspuren des Kathmandutals nachweisen. Allerdings lässt sich zu der jetzigen Bevölkerung und den frühzeitlichen Siedlern keine verifizierbare Kontinuität nachweisen. 
In der Frühzeit war das Tal, in dem die heutige Hauptstadt Kathmandu liegt, ein großer Gebirgssee. Nachdem dieser durch ein Erdbeben verschwunden war, wanderten zahlreiche Menschen aus umliegenden Gebieten ein und vereinigten sich zum Mischvolk der sogenannten Newar. Das Tal war fruchtbar, und Landwirtschaft ließ sich einfach betreiben, was zur Entwicklung von großen Fertigkeiten im Handwerk in der Bevölkerung führte, welche in ganz Ostasien bekannt waren. 
In einigen frühen Überlieferungen, wie in den indischen Sanskrit-Epen, so unter anderem den Upanishaden, den Brahmanas und Puranas, wird Nepal mit keiner Silbe erwähnt. Im bekanntesten indischen Epos Mahabharata wird jedoch das Land im Kathmandu-Tal als „Kiratadesa“ erwähnt. Der Name leitet sich wahrscheinlich von den Herrschern der Dynastie der Kiratas ab, die dort von etwa 700 v. Chr. regiert haben sollen.
So entstand im siebten Jahrhundert im Kaiserreich China der von Nepalesen aus dem Kathmandutal entwickelte Pagoden-Baustil, welcher sich auch in Japan ausbreitete. Nepalesische Handwerksmeister waren weithin bekannt und gefragt. Zu dieser Zeit begann auch der Buddhismus sich in Nepal auszubreiten, konnte sich jedoch nie gegenüber dem Hinduismus durchsetzen.

## Entstehung Nepals

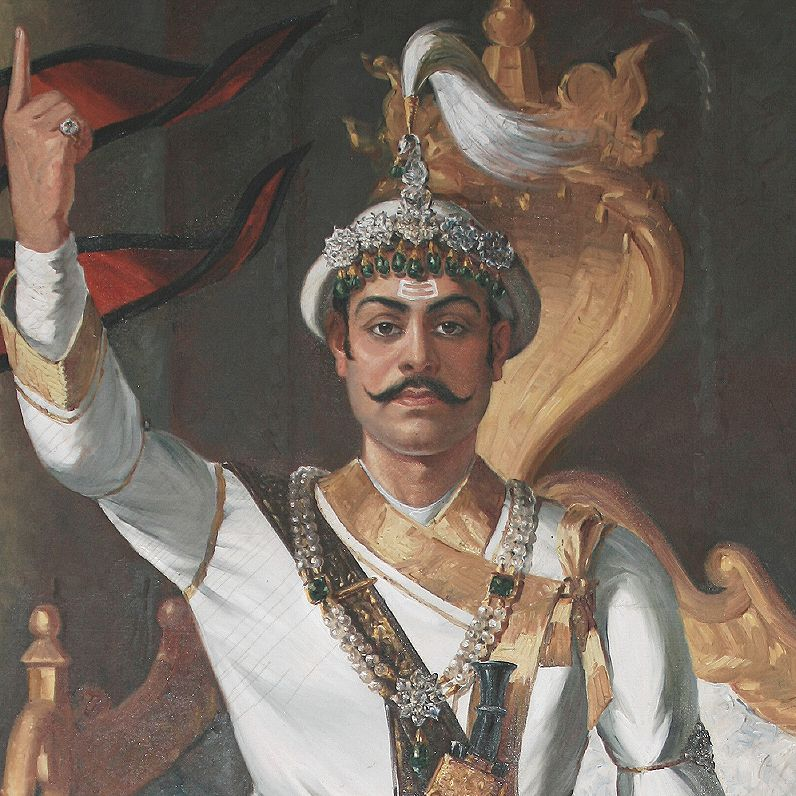
König Prithvi Narayan Shah (reg. 1742–1775)

Nachdem Nepal lange Zeit unter indischer Rajputenherrschaft gestanden hatte, gelang es im 14. Jahrhundert schließlich dem Newar Jayadharma Malla, das Tal zu einigen und zu befreien. Sein Enkel, Yakasha Malla, konnte das Herrschaftsgebiet später noch weiter ausdehnen und so in seinem Königreich für großen Wohlstand sorgen. Seine vier Söhne jedoch teilten das Land wieder unter sich auf und schwächten es so in allen Belangen.
Durch diese Schwächung beinahe kriegsunfähig geworden, wurde das Gebiet Nepals 1768 unter dem Gurkhafürst Prithvi Narayan Shah (reg. 1742–1775) gewaltsam als Königreich Gorkha geeinigt. Die Expansionspolitik Narayans kollidierte mit den Interessen der Britischen Ostindien-Kompanie. Die Territorialstreitigkeiten führten 1814 zum anglo-nepalesischen Gurkha-Krieg, der 1816 mit dem Vertrag von Sugauli endete, dem zufolge Nepal Sikkim und den Terai abtrat, einen ständigen britischen Residenten in Kathmandu zuließ und den Briten das Recht einräumte, nepalesische Soldaten anzuwerben. Durch den Vertrag wurde Nepal formell britischer Schutzstaat, in innerstaatlichen Belangen blieb es faktisch jedoch unabhängig.

## Königreich Nepal

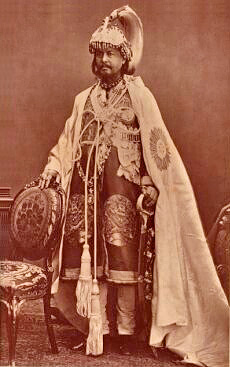
Der parteilose Premierminister Jang Bahadur (1816–1877) im Amt vom 15. September 1846 bis zum 1. August 1856.

Schon 1846 brachte sich dann Jang Bahadur Rana durch ein blutiges Massaker an die Macht und führte ein neues Regierungssystem ein, wonach das Amt des Ministerpräsidenten erblich war. Der König (ab 1911 Prithvi Bir Bikram Shah Devs Sohn Tribhuvan Bir Bikram Shah Dev) behielt nur nominell seine Macht, der jeweilige Ministerpräsident war alleiniger Herrscher. Der Kurs des Herrschers zeigte schon zu dieser Zeit Anzeichen der Isolation von den Nachbarländern, lediglich gegenüber den Briten war die Politik stets freundlich, wenn auch betont distanziert.

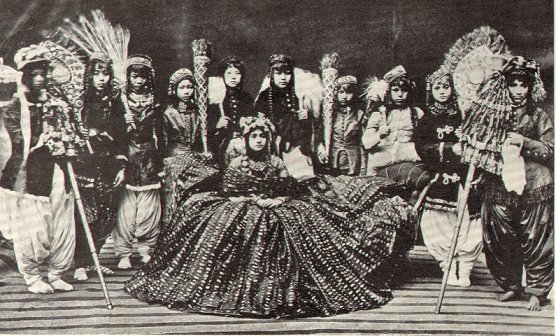
Rani (Königin) von Nepal mit Gefolge im Jahre 1920

Bereits am 3. August 1914 stellte der damalige Ministerpräsident Chandra Shamsher den Briten, noch vor der offiziellen Kriegserklärung zum Ersten Weltkrieg, Soldaten für Gurkhaeinheiten zur Verfügung. Nepal stellte bis Kriegsende der Armee Britisch-Indiens insgesamt 55.000 Gurkhasoldaten, die in Afghanistan, im Osmanischen Reich, aber auch in Europa für Großbritannien kämpften. Eine offizielle Kriegserklärung erfolgte jedoch nicht.
Auch später im Anglo-Afghanischen Krieg von 1919 und im Zweiten Weltkrieg stellte das Land Truppen und machte damit seinen eigenen Status als „unabhängiger Verbündeter“ klar. Dadurch wurden Nepals diplomatische Beziehungen enorm aufgewertet und die vollständige Souveränität sichergestellt, womit es Nepal von britischer Seite aus zustand, diplomatischen Kontakt mit anderen Staaten aufzunehmen, wovon aber zunächst nur zögerlich Gebrauch gemacht wurde. Nepal stellte 162.000 Söldner für die Briten im Zweiten Weltkrieg. Deren Sold und spätere Pensionen waren eine wichtige Einnahmequelle des Landes.
Die formelle Anerkennung der Königswürde der Ranas aber, beispielsweise durch Indien, blieb weiterhin aus. Auch aus diesem Grund, hauptsächlich aber auf Druck zurückgekehrter Kriegsveteranen, verkündete Premierminister Padma Shamsher 1948 eine neue, gelockerte Verfassung, jedoch wurde er vor deren Einführung vom Militär unter Mohan Shamsher gestürzt. 1950 ging König Tribhuvan, der auf Wiederherstellung seiner Königswürde hoffte, nach Indien, an dessen Grenze kurz darauf Unruhen ausbrachen.
Die Ranas behielten militärisch zunächst die Oberhand, doch um zu verhindern, dass China die politischen Unruhen in Nepal zur Durchsetzung seiner Annexionsansprüche ausnutzte, griff Indien ein und zwang die Ranas und den König zum Kompromiss, wieder eine konstitutionelle Monarchie einzuführen. Sowohl die Ranas als auch der oppositionelle Nepali Congress erhielten einen Teil der Macht im Parlament. Aktives und passives Frauenwahlrecht wurden 1951 Gesetz.
Der Nepali Congress zerbrach jedoch schnell in kleinere Parteien, die nach Macht rangen. Die politischen Unruhen wurden in den folgenden Jahren durch Überschwemmungen und Hungersnöte noch verstärkt, so dass König Tribhuvan 1952 den Notstand ausrief und diktatorische Alleinmacht erlangte. Nach dem Tod seines Vaters übernahm 1955 Mahendra Bir Bikram Shah Dev die Macht. Dieser wurde 1959 vom Nepali Congress gezwungen, freie Parlamentswahlen abzuhalten, die der Congress klar gewann.
Der neue Premierminister Bishweshwar Prasad Koirala nahm sich ehrgeizige Reformen zur Bekämpfung der Rückständigkeit Nepals vor, auch wenn nun ein größerer Teil der Staatsmacht dem König vorbehalten war. Doch viel Erfolg hatte er nicht, da schon 1960 der König die Autokratie in Form einer geschichtlich bisher einzigartigen Hindu-Monarchie wieder einführte und alle politischen Parteien streng verbot.
Zwei Jahre später wurde die Verfassung um das sogenannte Panchayat-System erweitert, das eine Art dörflicher Selbstverwaltung durch lokale Räte, den Panchayats, einführte. Das Parlament wurde weiterhin gewählt, und zwar wurden 112 Abgeordnete direkt vom Volk bestimmt und 28 weitere vom König ernannt. Dieses Parlament wählte wiederum den Ministerpräsidenten.
Der König war formell nun nur noch Spitze der Exekutive, konnte aber mit seinem Vetorecht alle relevanten Entscheidungen allein treffen. Seine Außenpolitik war hauptsächlich auf Indien und China gerichtet, und er erreichte von Peking Wirtschaftshilfe in Höhe von 7,5 Millionen £. Auch der Sohn von König Mahendra, Birendra Bir Bikram Shah Dev änderte nichts an der Verfassung, obwohl man sich von ihm zuerst größere Offenheit gegenüber der westlichen Demokratie versprach.
In den folgenden Jahren herrschte Stagnation, außer dem Ausbau der Infrastruktur und des Kommunikationswesens gab es keine besonderen Fortschritte. Die wirtschaftliche und soziale Situation verschlechterte sich weiter, und Nepal blieb auf umfangreiche Entwicklungshilfe, größtenteils aus Deutschland, angewiesen. 1980 erzwangen Demonstranten eine nationale Abstimmung über das Panchayat-System, dieses wurde aber mit 55 % der Stimmen knapp bestätigt.
Anfang April 1990 berichtete die Tagesschau über Demonstrationen und Streiks in Nepal, auf denen die Abschaffung des Parteienverbots gefordert wurde. Im selben Jahr wurde das Mehrparteiensystem wiedereingeführt (auf Druck der von Indien unterstützen Demokratiebewegung, die von der städtischen Mittelschicht und von Studenten getragen wurde), Nepal wurde konstitutionelle Monarchie.
Die ersten demokratischen Wahlen fanden im Mai 1991 statt. Binnen kürzester Zeit war die neue politische Elite in den Augen der Bevölkerung allerdings noch korrupter als die alte Regierung.
Am Dienstag, 13. Juni 1995 wurde das Unterhaus aufgelöst.

## Ende der Monarchie
König Birendra wurde im Juni 2001 bei einem von seinem Sohn, Kronprinz Dipendra Bir Bikram Shah Dev, verübten Massaker ermordet. Birendras Bruder Gyanendra Bir Bikram Shah Dev wurde König und erklärte sich 2005 zum absoluten Herrscher (bis 2006). Nach einem Generalstreik im April 2006 wurde das Parlament wieder eingesetzt und eine Sieben-Parteien-Regierung gebildet. In der Übergangsverfassung wurden alle politischen Vorrechte des Königs auf den Ministerpräsidenten übertragen.
Am 28. Dezember 2007 votierte das Übergangsparlament mit mehr als zwei Dritteln der Abgeordnetenstimmen für einen Zusatz zur Übergangsverfassung, der de facto die Abschaffung der Monarchie bedeutete. Eine Mehrheit von 270 der 329 Abgeordneten sprachen sich für eine föderale demokratische Republik als Staatsform aus.
Eine formale Bestätigung der Entmachtung des Königs gab die verfassungsgebende Versammlung in ihrer konstituierenden Sitzung am 28. Mai 2008 ab. Mit überwältigender Mehrheit wurde von der Versammlung die Republik ausgerufen. Die Wahlen zur verfassungsgebenden Versammlung hatten zuvor am 10. April 2008 einen überraschenden Erdrutschsieg für die Maoisten ergeben, die aber die absolute Mehrheit verfehlten.
Am 21. Juli 2008 wurde Ram Baran Yadav zum ersten Präsidenten der Republik Nepal gewählt.

## Bürgerkrieg und aktuelle Entwicklungen

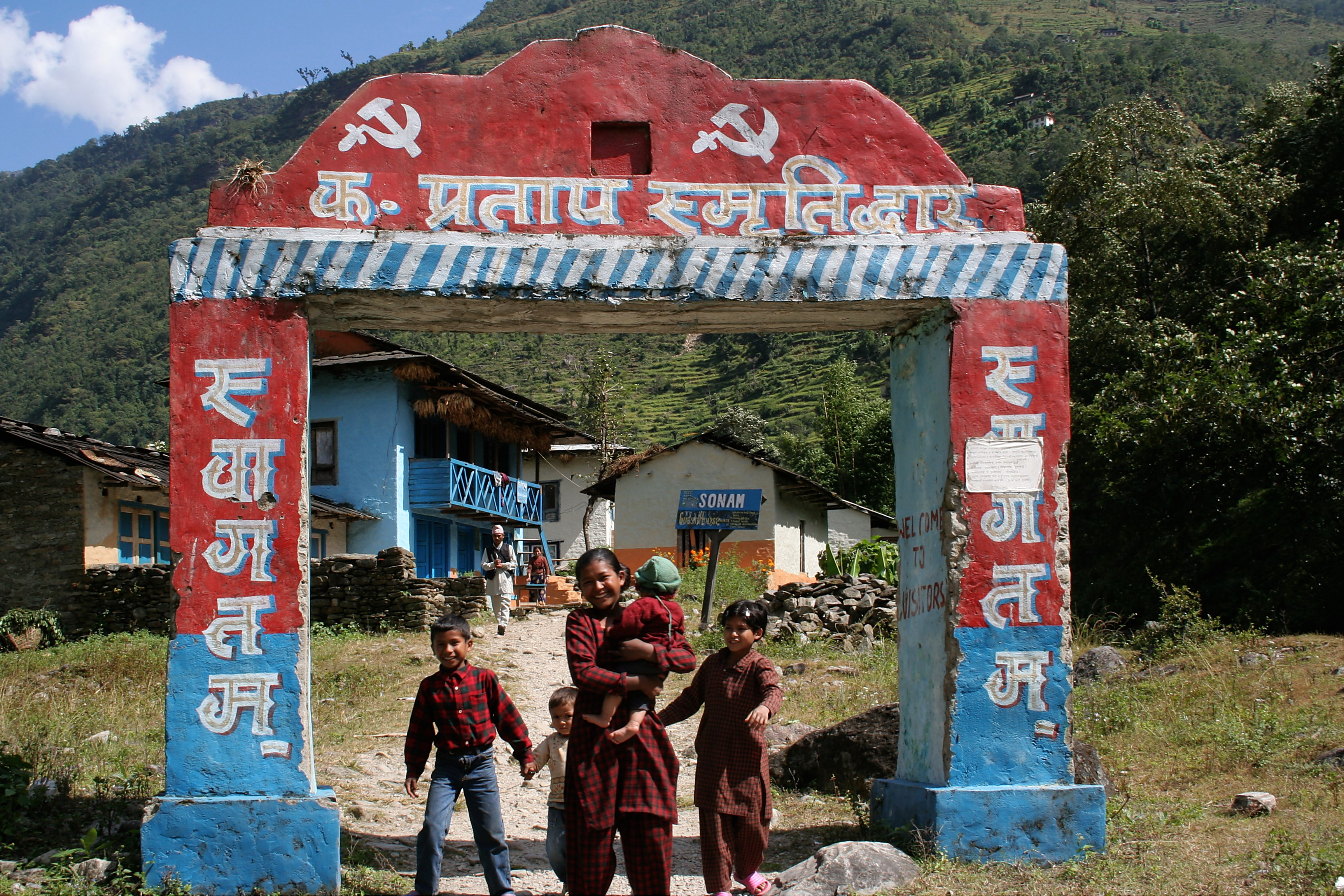
Maoistisch kontrolliertes Tal im Norden Nepals

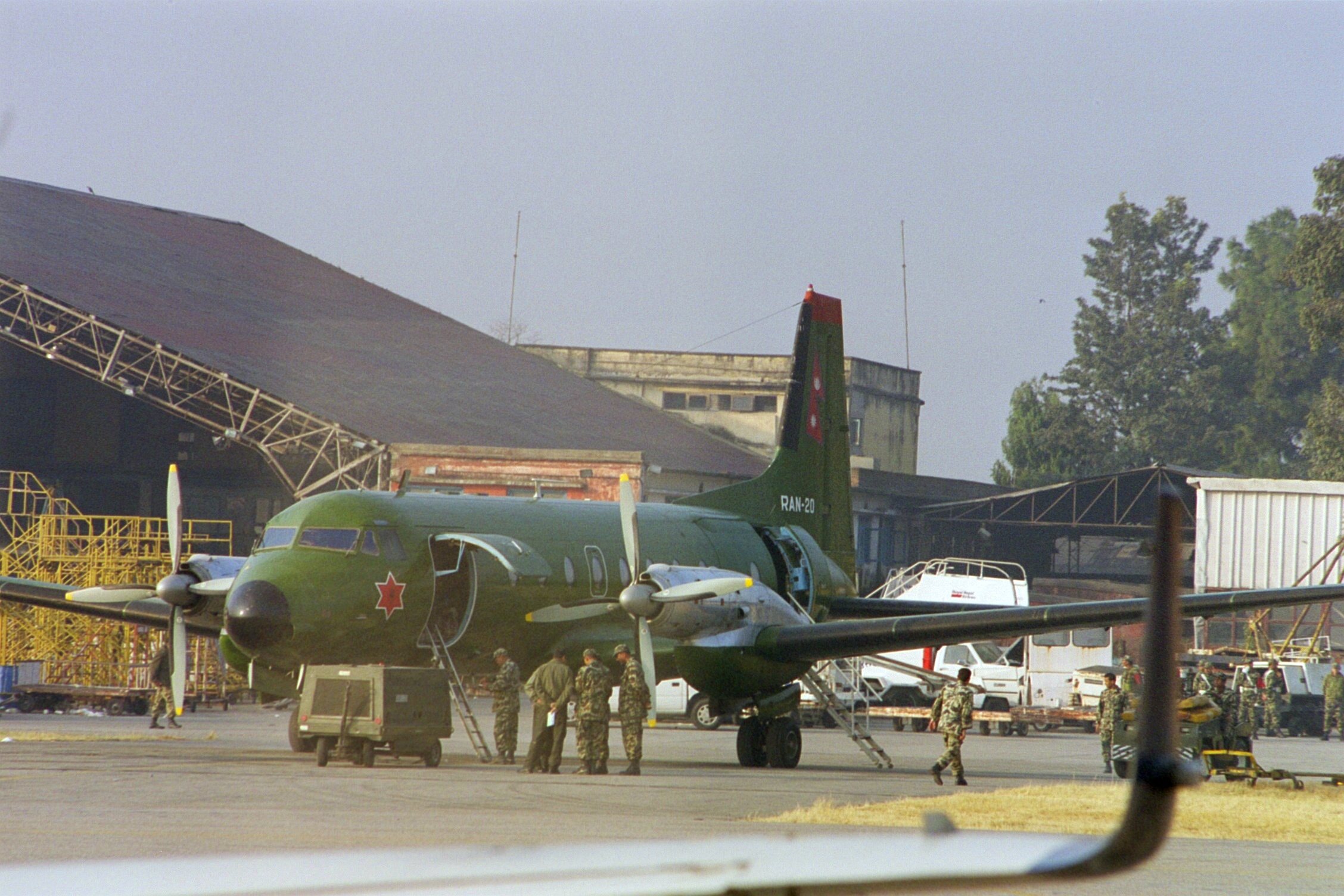
Flugzeug der nepalesischen Luftwaffe

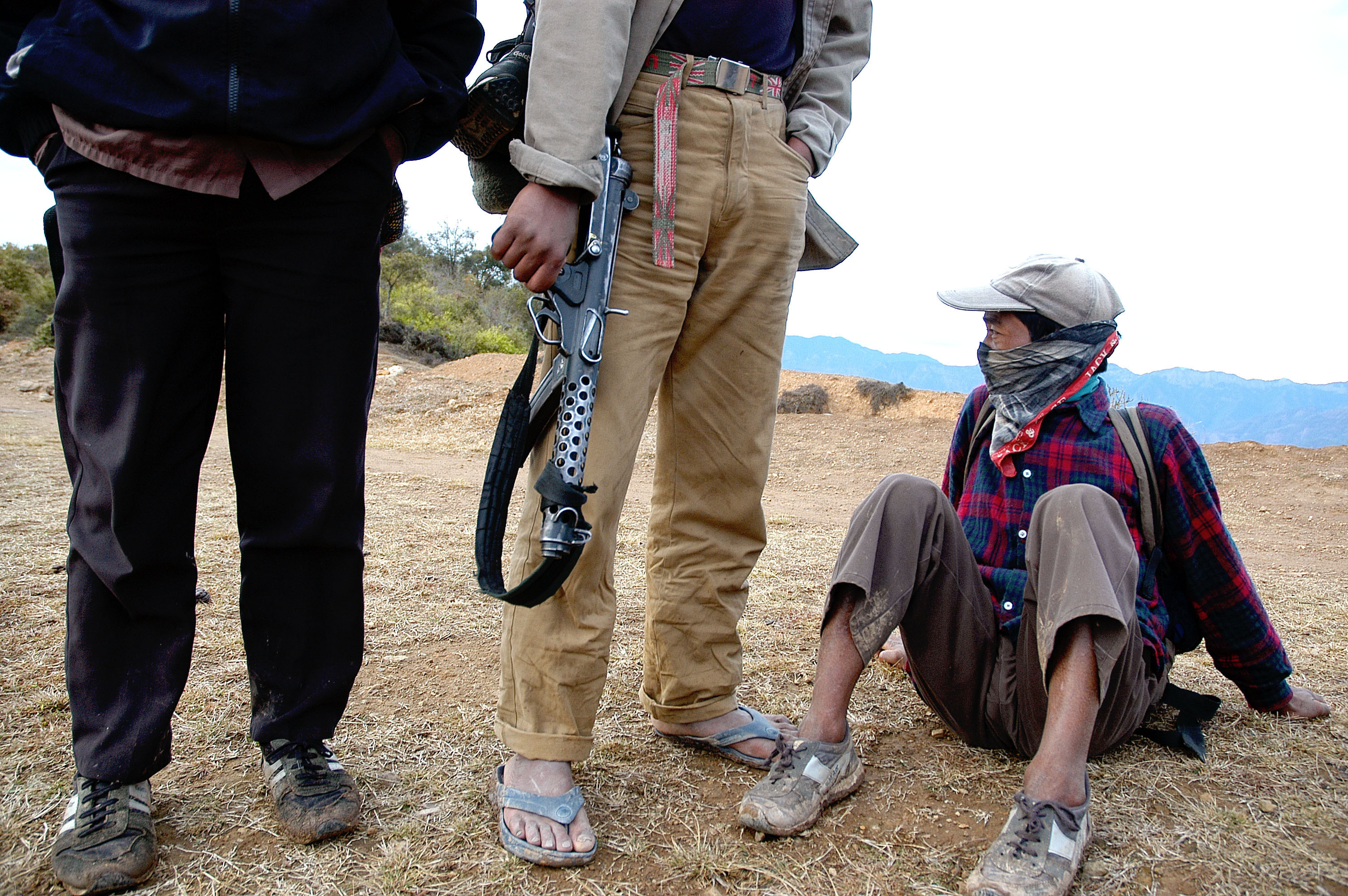
Maoistische Rebellen

Von 1996 bis 2006 befand sich die Kommunistische Partei Nepals (Maoistisch) in einem Bürgerkrieg gegen die Monarchie und das hinduistische Klassensystem. Die Aufständischen wurden nach dem 11. September 2001 als Terroristen gebrandmarkt. Innerhalb der nächsten sechs Monate starben mehr Menschen in dem innenpolitischen Konflikt als in den sechs Jahren zuvor.
Am 22. Mai 2002 wurde das Parlament aufgelöst, Premierminister Sher Bahadur Deuba ließ das Mandat der gewählten Selbstverwaltungsorgane auslaufen. Am 4. Oktober 2002 entließ König Gyanendra seinen Premierminister wegen „Unfähigkeit“. Am 11. Oktober 2002 wurde eine neue Übergangsregierung ernannt. Die großen Parteien NC, CPN-UML und Teile der RPP lehnten jedoch eine Mitarbeit in der neuen Regierung ab, da die demokratische Legitimation fehlte.
Der neue Premierminister Lokendra Bahadur Chand (RPP) versprach, die Konfrontation mit den Maoisten zu beenden. Ein Kompromiss war aber nicht in Sicht, da die Regierung eine Veränderung der politischen Struktur strikt ablehnte.
Nur wenige Medien wie zum Beispiel die Zeitschrift Himal berichteten kritisch und informativ über beide Seiten. Es wurde oft von der Brutalität der Maoisten gesprochen; in der Tat gingen sie gegen die Armee und gegen die Polizei mit drastischen Mitteln vor. Letztere waren beim Vorgehen gegen die Maoisten auch nicht zimperlich und gingen auf Verdacht gegen Zivilisten, die als Sympathisanten oder Unterstützer der Maoisten galten, vor oder ließen sie sogar verschwinden.
Schätzungsweise zwei Drittel der Toten gingen auf das Konto von Armee und Polizei. Nur wenige westliche Journalisten berichteten von den Maoisten, die zwischenzeitlich einen entscheidenden Machtfaktor im Land darstellten. Ende 2002 beherrschten sie 55 der 75 Distrikte Nepals.
Bei dem Guerillakrieg kamen insgesamt mehr als 12.700 Menschen ums Leben. Die Kämpfe hatten im August 2003 wieder zugenommen. Ab 18. August 2004 hatten die Maoisten mehrfach sogar die Hauptstadt für einige Tage völlig von der Außenwelt abgeschnitten oder wichtige Überlandverbindungen unterbrochen. Nach dem Scheitern der Friedensgespräche und dem Ende des Waffenstillstands hatte es wieder mehrere Hundert Tote gegeben. Touristen konnten sich allerdings relativ frei und sicher bewegen – da sie eine der wichtigsten Einnahmequellen des Landes darstellten, werden sie von allen Seiten höflich behandelt. Offiziell wurde ein Tourist indirekt durch eine Bombenexplosion getötet.
„Einheit im Kampf gegen den Terrorismus“ war die Parole der Regierung. Colin Powell besuchte im Januar 2004 Nepal und versprach Hilfe. Die nepalesische Regierung war an Waffen und Rüstungsgütern interessiert. Am 1. Februar 2005 brachte König Gyanendra wieder Bewegung ins politische Spiel. Er verhängte den Notstand und entließ die gesamte Regierung. Premierminister Deuba und andere Regierungsmitglieder wurden unter Hausarrest gestellt.
Gyanendra beschuldigte Deuba, versagt zu haben, da er keine Einigung mit den Maoisten in Anbetracht der nächsten Wahlen erzielen konnte. Gyanendra versprach, innerhalb von drei Jahren für Recht und Ordnung im Land zu sorgen und die Demokratie wieder einzuführen, doch die Maoisten und ein großer Teil der Bevölkerung befürchteten, dass er seine Macht nicht so schnell wieder abgeben würde. Deuba sagte, die Handlungen des Königs verletzten die Verfassung und seien gegen die Demokratie gerichtet. Sowohl die UNO wie auch die wichtigsten Verbündeten Nepals, Indien, die USA und Großbritannien, kritisierten das Verhalten des Königs. Einige Länder, darunter Deutschland und Frankreich, zogen kurzzeitig ihre Botschafter ab.
Ab dem 7. April 2006 herrschte im ganzen Land ein von der Allianz aller sieben im aufgelösten Parlament vertretenen Parteien ausgerufener und von weiten Teilen des Volkes getragener Generalstreik.
Nach mehr als zwei Wochen des Generalstreiks mit täglichen nepalweiten Demonstrationen von hunderttausenden Menschen mehrten sich die Zeichen, dass die Macht des Königs abnahm. Das äußerst brutale Vorgehen der Polizei gegen die friedlichen Demonstranten hatte mittlerweile mindestens 13 von ihnen das Leben gekostet, hunderte wurden verletzt und tausende inhaftiert.
Durch die großen Proteste und auf internationalen Druck hin, besonders durch Indien, gab König Gyanendra am 21. April 2006 bei einer Fernsehansprache an die Nation bekannt, dass die Exekutivgewalt von ihm nun wieder in die Hände des Volkes gelegt würde. Die Siebenparteienallianz wurde ausdrücklich ermächtigt, den nächsten Ministerpräsidenten zu bestimmen. Diese lehnte das Angebot des Königs als zu wenig weitgehend ab: Sie forderte weiterhin die Wiedereinsetzung des 2002 aufgelösten Parlaments, die Einberufung einer verfassunggebenden Versammlung und die Einschränkung der absolutistischen Herrschaft des Königs und rief zu weiteren Massendemonstrationen auf.
Auf Druck auch monarchistischer Kreise sowie internationalen Drucks – unter anderem fürchteten die USA eine Stärkung der Maoisten, die inzwischen nahezu 80 % Nepals kontrollierten – sah sich König Gyanendra schließlich am 24. April 2006 genötigt, in einer Fernsehansprache die unmittelbare Wiedereinsetzung des einstigen Parlamentes zu erklären. Die Opposition erklärte daraufhin den Generalstreik für beendet.
Am 18. Mai beschloss das Parlament mit einer einstimmig angenommenen Resolution weitreichende Änderungen der staatlichen Ordnung: König Gyanendra verlor demnach den Oberbefehl über das Militär und nahm nur noch repräsentative Aufgaben wahr, konnte aber keinen Einfluss auf die Staatsgeschäfte mehr ausüben. Weiterhin verlor er seine Immunität vor Strafverfolgung und musste fortan Steuern zahlen. Weiters beschloss Nepal am selben Tag ein säkularer Staat zu werden, was bedeutet: Der Hinduismus ist nicht mehr Staatsreligion.
Am 26. Mai nahm die neue Regierung unter Premierminister Girija Prasad Koirala Friedensgespräche mit den maoistischen Rebellen auf. Zuvor wurden mehrere Hundert inhaftierte Rebellen freigelassen, und eine Reformierung der Verfassung wurde in Aussicht gestellt. Ziel war es, den seit zehn Jahren andauernden Bürgerkrieg zu beenden.
Am 21. November 2006 wurde die Vereinbarung zum Ende des zehnjährigen Bürgerkrieges durch Premierminister Koirala und Maoistenführer Prachanda unterzeichnet.
Durch das Erdbeben in Nepal 2015 am 25. April wurde die Entwicklung des Landes weit zurückgeworfen. Über 7000 Menschen starben, Kulturgüter und Infrastruktur wurden schwer in Mitleidenschaft gezogen.
Bis zur Gründung von Provinzen durch die Verfassung von 2015 bestand die Verwaltungsgliederung Nepals aus fünf Entwicklungsregionen.